# All You Need Is Love (album)
All You Need Is Love is een album van Die Apokalyptischen Reiter.

## Nummers
1. "Licked by the Tongues of Pride" – 3:35
2. "Unter der Asche" [Under the Ashes] – 3:43
3. "Erhelle Meine Seele" [Enlighten My Soul] – 4:00
4. "Gone" – 4:55
5. "Regret" – 3:39
6. "Reitermania" [Ridermania] – 2:57
7. "Hate" – 2:26
8. "Peace of Mind" – 2:55
9. "Geopfert" [Sacrificed] – 3:29
10. "Rausch" [Inebriation] – 3:42
11. "Die Schönheit der Sklaverei" [The Beauty of Slavery] – 5:19
12. "...Vom Ende der Welt" [...Of the End of the World] – 10:19